# Свети Јурај на Брегу
Свети Јурај на Брегу је општина у Међимурју, Хрватска. Средиште општине је насељено место Лопатинец.
До нове територијалне организације у Хрватској, подручје Светог Јураја на Брегу припадало је великој предратној општини Чаковец. Данас је Свети Јурај на Брегу општина у саставу Међимурске жупаније.

## Становништво
На попису становништва 2011. године, општина Свети Јурај на Брегу је имала 5.090 становника.